# Мулярчик, Александр Сергеевич
Александр Сергеевич Мулярчик  (12 ноября 1938 − 1 июля 2021) — советский и российский литературовед-американист, специалист по истории литературы США и российско-американским литературным и культурным связям. Доктор филологических наук (1984), профессор (1991). Член-корреспондент Международной академии наук и образования (1995), Академии российской словесности (1998).

## Биография
Окончил филологический факультет (1961) и аспирантуру (1964) Московского государственного университета, защитил кандидатскую диссертацию «Путь Джона Стейнбека к „Гроздьям гнева“: творчество Стейнбека 20-30-х годов». С 1973 по 1989 год работал в Институте США и Канады АН СССР, в 1982 году защитил докторскую диссертацию «Реалистический роман США после второй мировой войны: основные тенденции развития». С 1989 по 1995 год работал в Институте мировой литературы АН СССР (РАН). Преподавал в МГУ (1964—1990); с 1990 по 2002 год — заведующий кафедрой зарубежной литературы Московского областного педагогического университета.

## Основные работы
- Творчество Джона Стейнбека (1963);
- Американский роман 20-х годов XX века (1968);
- Послевоенные американские романисты (1980);
- Спор идет о человеке. О литературе США второй половины XX века (1985),
- Литература: основные черты, этапы, тенденции // История США. (1987)
- Современный реалистический роман США: 1945—1980 (1988);
- Слушать друг друга. О литературных и культурных связях СССР и США (1991);
- США: век XX. Грани литературного процесса (1994);
- Русская проза Владимира Набокова (1997)